# Wiera Gran
Wiera Gran née Weronika Grynberg, le 20 avril 1916 et décédée le 19 novembre 2007, aussi connue comme Véra Gran et Mariol, est une actrice et chanteuse polonaise.

## Biographie
Dès 1926, elle se produit dans les cabarets de Varsovie. Ses succès lui apportent beaucoup d’argent et le goût du luxe. 
En 1939, elle fuit avec un jeune médecin, son futur mari, à Vilnius, puis en mars 1940 à Lvov, alors occupée par les Soviétiques, et refuge d’une partie des exilés varsoviens. 
Elle rentre à Varsovie en mars 1941, sur les conseils de sa mère. Elle se produit dans les cafés du ghetto, particulièrement au Sztuka, souvent accompagnée par Janina Pruszycka. Elle y rencontre évidemment des individus peu fréquentables, truands, collaborateurs, Groupe 13…
Elle fuit Varsovie le 2 août 1942, deux mois après les premiers convois vers les camps d’extermination. En 1943, elle rejoint son mari dans la ville de Babice, libérée par l’armée rouge en janvier 1945.
Après la guerre, elle est plusieurs fois accusée de crimes de collaboration avec l’occupant nazi par Jonas Turkow, Marek Edelman et Adolf Berman, mais elle n'a pas été condamnée faute de preuve. L'accusation se propage cependant. Wiera Gran devient indésirable à Varsovie, Caracas, Mexico, Londres, Tel Aviv. Elle se produit cependant à Paris, New York, Varsovie.

## Littérature
Agata Tuszyńska lui consacre en 2011 une biographie, Wiera Gran, l'accusée (Bernard Grasset, Paris, 2011,  (ISBN 978 2 246 730 41 5)).